# Marco Perduca
Marco Perduca (Firenze, 28 aprile 1967) è un politico italiano.

## Biografia
Nato a Firenze nel 1967, è nipote di Antonio Perduca, difensore di Legnano, Torino, Atalanta e Inter. Laureato in letteratura nordamericana all'Università degli Studi di Firenze, per due anni è stato candidato al dottorato di ricerca in letteratura inglese presso le Università di Pisa e Liverpool e ha studiato in Germania e negli Stati Uniti d'America.
Ha un blog sull'Huffington Post e contribuisce alla rubrica Fuori Luogo sul Manifesto per cui ha anche curato inserti in occasione della VI Conferenza nazionale sulle droghe, la proibizione dei Rave e l'anniversario della scoperta dell'LSD.
Dal settembre 2007 è anche cittadino della Repubblica Turca di Cipro Nord.

## Carriera politica
Obiettore di coscienza, è stato iscritto al Partito Radicale dal 1992 al 2016. Dal 1996 al 2006 e dal 2013 al 2016 lo ha rappresentato presso le Nazioni Unite a New York, Vienna e Ginevra. 
Tra il 2006 e il 2008 ha lavorato presso la segreteria del viceministro agli Affari Esteri Ugo Intini. 
Nel 2008 viene eletto in Toscana al Senato della Repubblica nelle liste del Partito Democratico come membro della delegazione radicale nel PD. Per la prima metà della legislatura è membro della III Commissione permanente - Affari esteri ed emigrazione, mentre nella seconda ha fatto parte della II Commissione permanente - Giustizia. Per tutta la XVI legislatura è stato segretario della Commissione straordinaria per la tutela e la promozione dei diritti umani e membro della Commissione parlamentare per la semplificazione della legislazione.
Dal 2013, oltre a continuare la sua collaborazione con le associazioni Radicali iniziata 20 anni prima, ha lavorato come consulente indipendente per studi legali inglesi sulle condizioni carcerarie italiane e l'Open Society Foundations sulle politiche migratorie e i diritti dei rifugiati in Italia. Negli anni ha fatto parte degli organi direttivi dell'Associazione Luca Coscioni, Certi Diritti, Esperanto Radikala Asocio, Nessuno tocchi Caino, Non c'è pace senza giustizia. Nel 2002, per un paio d'anni, ha diretto le attività internazionali della Lega Internazionale Antiproibizionista coordinandone le attività in Italia, Europa, Africa e Asia. Dal 2015 coordina le attività di Legalizziamo lanciate dall'Associazione Luca Coscioni per promuovere una regolamentazione legale della produzione, consumo e commercio della cannabis e suoi derivati oltre che una radicale revisione delle leggi e politiche in materia di droghe a livello nazionale e internazionale.
Nel 2018, per l'Associazione Luca Coscioni ha coordinato l'organizzazione della V sessione del Congresso Mondiale per la libertà di ricerca scientifica al Parlamento Europeo di Bruxelles e nel 2020 la VI sessione presso la Commissione dell'Unione Africana ad Addis Abeba, oltre che le attività presso le Nazioni unite per la promozione del diritto umano alla scienza. 
Nel 2018 con Marco Cappato fonda Science for Democracy. che coordina fino alla primavera del 2023.
Nel 2021 è stato Sherpa del Values 20 Group.
Da settembre 2021 è il Presidente del Comitato Promotore Referendum Cannabis Legale che ha depositato in Corte di Cassazione oltre 610.000 firme a sostegno del quesito referendario.
Nel luglio 2022, insieme a Marco Cappato, dopo aver lanciato un appello affinché il Governo Draghi rendesse possibile la presentazione delle liste elettorali tramite la firma digitale (sottoscritto da 40.000 persone in pochi giorni), promuove la Lista Referendum e Democrazia, di cui è rappresentante legale. La lista ha raccolto quasi 28.000 firme digitali per presentare candidature nelle circoscrizioni di Camera e Senato in Italia e nella circoscrizione europea. Le firme accettate dalle Corti d'Appello vengono rigettate perché la legge non consente la presentazione di candidature tramite la firma digitale.
All'inizio del 2023, Carlo Gentili, fratello di Marco, co-presidente dell'Associazione Luca Coscioni e come lui paralizzato dalla nascita a causa della sclerosi laterale amiotrofica, chiedere di poter firmare per la presentazione delle lista in occasione delle elezioni regionali, cosa non prevista dalla normativa. Il Tribunale di Civitavecchia invia alla Corte costituzionale il ricorso di Gentili, nell'udienza del 10 dicembre 2024 la Lista Referendum e Democrazia viene difesa da un team legale coordinato Filomena Gallo, segretaria dell'Associazione Luca Coscioni. In un comunicato del 23 gennaio 2025 la Consulta anticipa le santenza che dichiara illegittime le norme che non consentono alla persona con disabilità di usare la firma digitale per sottoscrivere una lista di candidati alle elezioni.
A luglio del 2023, dopo un paio di anni di assenza, è eletto nel board di Non c'è pace senza giustizia a seguito della vicenda del cosiddetto Qatargate su cui ha scritto all'indomani dell'arresto del segretario Niccolò Figà-Talamanca  prendendone subito le difese.
A ottobre del 2023, insieme al figlio Vittorio, ha accompagnato la regista e attrice Sibilla Barbieri in Svizzera a ottenere il suicido assistito a causa del diniego dell'ASL Roma 1 pur in presenza delle quattro condizioni per cui la morte medicalmente assistita è possibile in Italia. Il 7 novembre, insieme al figlio e a Marco Cappato, responsabile legale dell'Associazione Soccorso Civile, si è autodenunciato per quanto fatto ai carabinieri di Roma.
A Settembre del 2024, in occasione del XII Congresso internazionale dei funghi medici lancia l'appello "L'Italia apra agli psichedelici" per chiedere al Governo l'ampliamento delle cure palliative anche anch alle molecole psichedeliche.

## Opere
- Operazione Idigov, come il Partito Radicale ha sconfitto la Russia di Putin alle Nazioni unite (con introduzione di Emma Bonino), Reality Book, 2014, ISBN 9788895284378
- Proibisco Ergo Sum (con Filomena Gallo per l'Associazione Luca Coscioni e con prefazione di Emma Bonino), Reality Book, 2018, ISBN 9788860445308
- Farnesina Radicale, Venti anni di memorie scelte in giro per il mondo per il partito Radicale, Reality Book, 2019, ISBN 9788895284842.
- Sgorga Tumulto, Reality Book, 2020, ASIN  B08GYQ65BK
- È la dose che fa 'l veleno, cosa manca all'Italia per un Rinascimento Psichedelico, Reality Book, 2021, ISBN 9788895284880
- Così san tutt3, Fandango Libri, 2021, ISBN 9788860447906
- Il Bosco Fiorito, Betti Edistrice, 2023, ISBN 1280268417